# Kniphofia marungensis
Kniphofia marungensis là một loài thực vật có hoa trong họ Thích diệp thụ. Loài này được Lisowski & Wiland mô tả khoa học đầu tiên năm 2002.